# Sibyl Mary Hathaway
Sibyl Mary Hathaway, nata Collings (Guernsey, 13 gennaio 1884 – Sark, 14 giugno 1974), è stata la dama di Sark dal 1927 al 1940 e di nuovo dal 1945 al 1974. Hathaway era il cognome del secondo coniuge. La sua signoria attraversò il regno di quattro regnanti inglesi: Giorgio V, Edoardo VIII, Giorgio VI ed Elisabetta II.
Era la primogenita del signore di Sark William Frederick Collings (1882-1927) e della canadese Sophie Moffatt: la sorella minore si chiamava Doris. Fu la terza dama dell'isola, dopo Susanne le Pelley e la bisavola Marie, nonché il ventunesimo governante.

## Infanzia

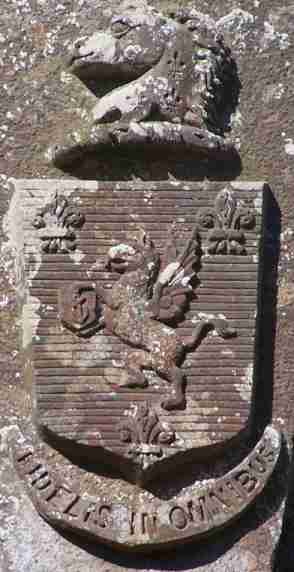
Arma dei Collings, signori di Sark

Il padre, non avendo generato eredi maschi, crebbe la figlia maggiore, Sibyl, come un ragazzo e, nonostante l'impedimento fisico causato dalla disuguale lunghezza delle gambe, e la rigida distinzione dei sessi dell'epoca vittoriana, le insegnò a scalare, navigare e sparare, non permettendole mai di lamentarsi poiché "avrebbe dovuto affrontare prove ben peggiori una volta adulta". Nella sua auobiografia Sibyl espresse gratitudine al padre per il modo in cui fu cresciuta perché "le permise di vivere una vita libera dall'autocommiserazione"
Ad eccezione di un breve soggiorno presso un convento, nei dintorni di Tours, Sibyl ebbe una formale educazione.

## Primo matrimonio
A 15 anni si innamorò di Dudley John Beaumont (il cui bisnonno, John Thomas Barber, ufficiale dell'esercito britannico, adottò nel 1812 per ragioni sconosciute il cognome Beaumont, che passò ai suoi discendenti), un pittore considerato un "mingherlino" dal padre di lei e, saputo del perdurare della relazione della figlia, la cacciò di casa in vestito da notte. I due amanti fuggirono (il capitano della nave su cui si era imbarcata per lasciare Sark la nascose mentre il padre di lei la stava cercando) e nel 1901, a diciassette anni, si sposarono. Dal matrimonio nacquero sette figli, tra i quali Francis William (1903-1941), padre di John Michael, suo successore nella signoria di Sark. Sibyl si riconciliò con il padre solo alla nascita della prima figlia, Bridget, per la quale spedì un telegramma alla figlia per consolarla che il primogenito fosse una femmina.
Il consorte morì il 24 novembre 1918 a causa dell'Influenza spagnola, lasciandola incinta del loro ultimo figlio. Priva di supporti finanziari (sia il padre che il suocero, l'ufficiale inglese William Spencer Beaumont, le rifiutarono aiuto), dal 1921 al 1923 visse con la famiglia in Germania, a Colonia lavorò presso la locale sede del YMCA, lavorò inoltre per l'Armata britannica del Reno ed allevò bestiame.

## Governo di Sark

Lo stemma di Sark, creato da Sibyl nel 1938

Il 14 giugno 1927 morì il padre e Sibyl gli succedette nella signoria di Sark, si impegnò a riconfermare i diritti feudali di quello che definiva affettuosamente l'ultimo bastione del feudalesimo (Sark non fa parte del Regno Unito, ma dipende direttamente, come le altre isole del Canale, dalla Corona britannica) e la riscossione delle decime, trascurate negli ultimi anni dal padre, lamentando che delle due galline che ogni famiglia le doveva annualmente Mi danno sempre quelle più magre e più vecchie.
Apprese il francese ed il dialetto locale dell'isola, il Sercquiais.
Pur considerando l'agricoltura un elemento fondamentale dell'economia dell'isola, che doveva essere autosufficiente, si impegnò molto per attrarre il turismo, sfruttando anche l'unicità del sistema di governo dell'isola. Per questo motivo vietò l'illuminazione notturna e di introdurre veicoli a motore sull'isola; si scontrò inoltre con il Chief Pleas che rifiutò di passare una legge che avrebbe vietato la vendita di alcolici a persone con conclamati problemi di alcolismo.
Sybil Hathaway ha, tra le altre, commissionato la realizzazione dello stemma di Sark nel 1938 ed inoltre nel 1939 scrisse una novella, Maid of Sark.

## Secondo matrimonio
Il 5 novembre 1929, dopo un fidanzamento di soli dodici giorni, sposò in seconde nozze lo statunitense Robert Hathaway (1887-1954), nato nel New Jersey e terzo di quattro figli del banchiere di Wall Street Charles Hathaway e di Cora Southworth Rountree. I due si erano conosciuti durante un viaggio di Sibyl negli USA per incentivare il turismo sull'isola; con il matrimonio Robert divenne signore di Sark jure uxoris, anche se il forte carattere della moglie fece sì che il governo rimanesse nelle sue mani. Il Seigneur Yankee, come veniva chiamato dagli abitanti del posto, si lamentò solo che l'isola era troppo piccola per costruirvi un campo da golf.

## Occupazione tedesca
Il suo potere come dama fu interrotto dall'occupazione tedesca del feudo durante la seconda guerra mondiale, dal 3 giugno 1940 all'10 maggio 1945 (Festa della Liberazione). La signora non abbandonò l'isola durante l'invasione nazista, ma vi rimase assieme ai 471 abitanti (nelle altre isole del canale dove gli abitanti erano fuggiti in Inghilterra le loro proprietà vennero interamente saccheggiata), distinguendosi con il proprio atteggiamento fermo e dignitoso.
Grazie alla sua conoscenza del tedesco, appreso durante il suo soggiorno a Colonia, ed al fatto di provenire entrambi da famiglie nobiliari, riuscì a stingere relazioni amichevoli con il comandante della guarnigione stanziata a Guernsey, Eugen Fürst zu Oettingen-Wallerstein, con cui intrattenne anche una corrispondenza. In seguito lo definì un uomo affascinante.
Grazie al fatto che l'isola era stata occupata senza incontrare resistenza ed a seguito degli ordini di adottare un approccio civile con gli abitanti dei territori occupati, venne rispettata la rigida etichetta nobiliare tedesca: era il governatore che si recava presso la Seigneurie, dove veniva annunciato come se fosse un ospite, prima di parlare con lei si inchinava, le baciava la mano e si inchinava ancora. Sibyl ottenne inoltre che il medico tedesco curasse gli abitanti malati dell'isola.
Tuttavia il figlio maggiore di Sibyl, Francis, e sua moglie, l'attrice Mary Lawson, morirono durante il blitz tedesco su Liverpool, mentre il marito Robert venne deportato nel campo di prigionia Ilag VII nel castello di Luafen in Baviera nel 1943, dove rimarrà fino alla fine della guerra.
Non prese posizione contro le misure antisemite adottate durante questo periodo, che coinvolsero fra gli altri la sua amica ceca Annie Wranowsky.
Durante gli ultimi mesi della guerra organizzò un furto di patate dai magazzini tedeschi per sfamare gli abitanti e, quando l'isola fu liberata, non essendo disponibili soldati britannici, la custodia dei 275 prigionieri tedeschi fu affidata a lei, che pretese lo sminamento completo dell'isola.

## Dopoguerra

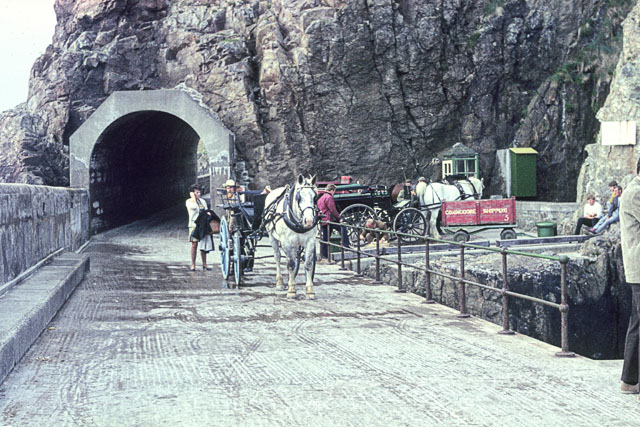
Il Porto Maseline, considerato dalla Dama uno dei suoi più grandi successi

Nel 1949, per l'inaugurazione del nuovo Porto Maseline, vennero accolti sull'isola l'allora ancora principessa Elisabetta con il consorte Filippo. La coppia farà ritorno sull'isola nel 1957, prima visita di un monarca inglese in carica a Sark.
Sibyl fu sempre molto affascinata dal mondo del cinema e quando, nel 1951, venne girato sull'isola il film Appointment with Venus (che narra l'operazione durante l'occupazione tedesca per il recupero di una preziosa mucca di razza da un'isola che richiama Sark), concesse ad un veicolo a motore di giungere sull'isola.
Nel 1961 scrisse la sua autobiografia Dame of Sark.
nel 1965, in occasione del quattrocentesimo anniversario della concessione del feudo di Sark ad Hellier de Carteret, Sibyl venne nominata Dama Commendatore dell'Ordine dell'Impero Britannico con una cerimonia a Buckingham Palace.
Nel 1969 ebbe un'aspra disputa con il Chief Pleas, da lei accusato di avere violato le leggi da lui stesso ratificate, tanto da minacciare di rendere il feudo alla corona, cosa che scatenò sull'isola una reazione popolare di supporto alla Dama.

## Morte

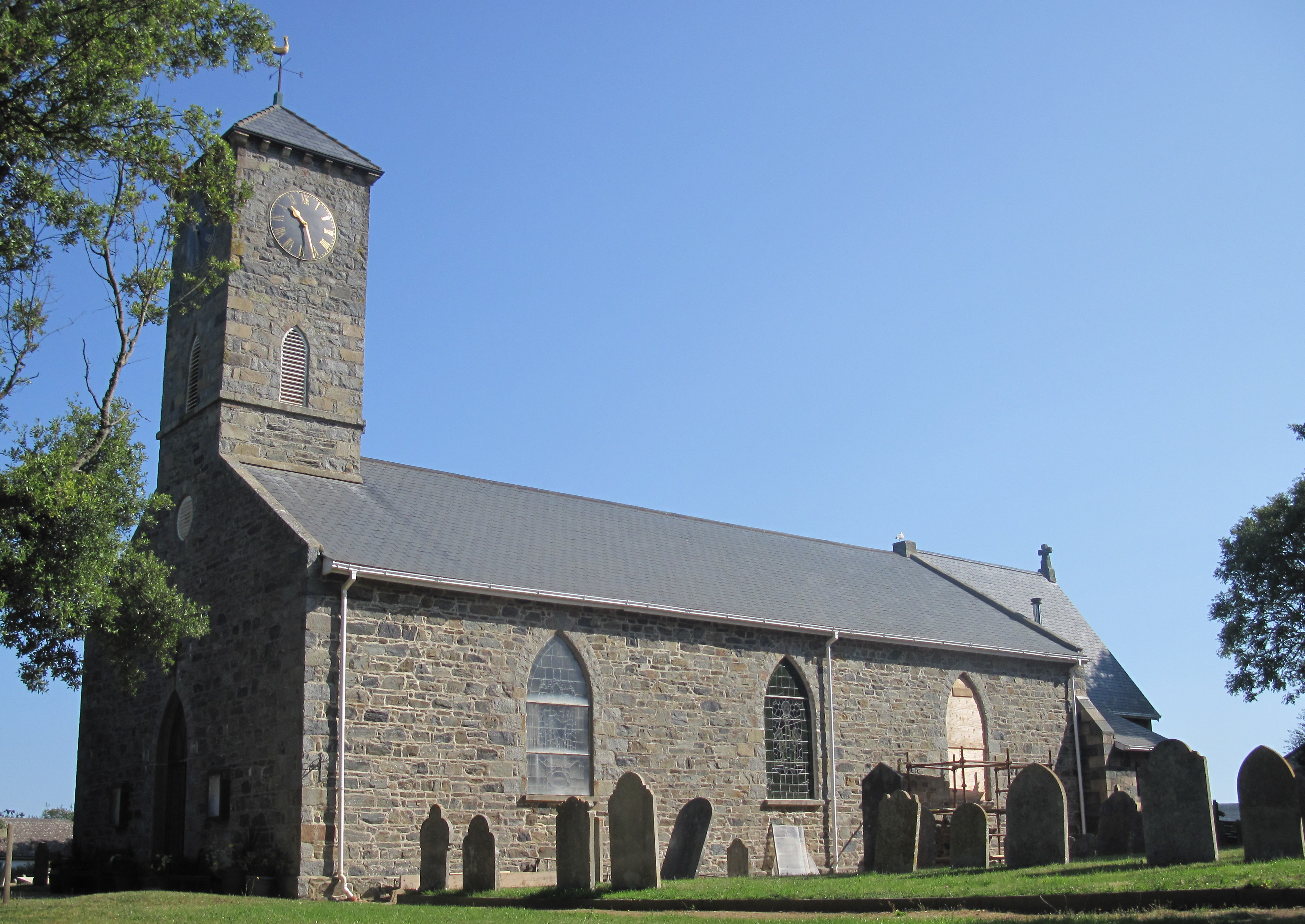
La chiesa di San Pietro, a Sark, dove è sepolta la dama

Nel 1974, l'ormai novantenne Dama diede la sua approvazione per la presentazione di un'opera teatrale di William Douglas-Home basata sulla sua vita,  The Dame of Sark. Sybil era desiderosa di incontrare l'attrice che l'avrebbe interpretata Celia Johnson ma il 14 giugno la dama morì di attacco cardiaco mentre si trovava nella Seigneurie, compianta dai sudditi. fu sepolta nel cimitero della chiesa di San Pietro, vicino ai genitori, al primo figlio deceduto in guerra e al secondo marito, Robert Hathaway..
Il rango di signore è passato al primo nipote, John Michael Beaumont.